# Parafia Matki Bożej Częstochowskiej w Ostrowach
Parafia Matki Bożej Częstochowskiej w Ostrowach-Cukrowni – rzymskokatolicka parafia należąca do dekanatu Krośniewice w diecezji łowickiej.
Erygowana 12 maja 1984 przez arcybiskupa warszawskiego kardynała Józefa Glempa.
Na obszarze parafii leżą miejscowości: Bzówki, Lipiny, Nowa Wieś, Nowe Ostrowy, Ostrowy, Ostrowy-Cukrownia, Perna (część) i Wołodrza.